# Zaluzianskya kareebergensis
Zaluzianskya kareebergensis är en flenörtsväxtart som beskrevs av O.M. Hilliard. Zaluzianskya kareebergensis ingår i släktet Zaluzianskya och familjen flenörtsväxter. Inga underarter finns listade i Catalogue of Life.